# 特罗伊希特林根
特罗伊希特林根（德語：Treuchtlingen，發音：[ˈtʁɔʏçtlɪŋən] ⓘ）是德国巴伐利亚州中弗兰肯行政区魏森堡-贡岑豪森县的城市，面积103.38平方千米，2023年12月31日人口为13,181人。